# Матца
Матца́ (чув. Мачива, Матьшу) — река России, протекает по Канашскому и Красноармейскому районам Чувашии. Правый приток реки Большого Цивиля, впадает в неё на 106 км от устья, возле деревни Новые Игити Красноармейского района. Исток — в 1 км к северо-востоку от д. Атыково Канашского района. Длина реки — 15 км (по другим данным — 16,3 км), площадь водосборного бассейна — 83 км² (по другим данным — 80,4 км²). Коэффициент густоты речной сети составляет 0,53 км/км². Годовой сток 160—180 мм.

## Данные водного реестра
По данным государственного водного реестра России относится к Верхневолжскому бассейновому округу, водохозяйственный участок реки — Цивиль от истока и до устья, речной подбассейн реки — Волга от впадения Оки до Куйбышевского водохранилища (без бассейна Суры). Речной бассейн реки — (Верхняя) Волга до Куйбышевского водохранилища (без бассейна Оки).
Код объекта в государственном водном реестре — 08010400412112100000179.

## Название
Краевед И. С. Дубанов приводит две версии происхождения топонима:
- От мар. маца, матня «удлиненное дно сети и намёта».
- От чув. матка, матрица (Ашмарин, VIII, 210), рус. матка или матрица «потолок» (В.И. Даль, II, 307).

И делает вывод, что более верным является марийское происхождение.

Матьшÿ — чувашское название д. Атыково Канашского района, в окрестностях которой находится исток реки.

## Притоки
Имеет 9 притоков, основные — Матьшу́ (5,3 км), Текмя́к (4,5 км).

## Населённые пункты
В бассейне реки и её притоков расположены населённые пункты: Атыково, Малды-Питикасы, Вурман-Янишево, Братьякасы Канашского района.

## Прочее
На распахиваемой площади надлуговой террасы правого берега реки Матьшу, в 3 км к востоку от с. Убеево Красноармейского района в 1966 году разведочной экспедицией Института языка, литературы и истории Казанского филиала АН СССР открыты средневековое селище, местонахождение 1-го тыс. н. э. В 1980-82 гг. Чувашской археологической экспедицией выявлен могильник 8—6 вв. до н. э. Все они образуют Убеевский комплекс памятников.